# Devil's Night (dag)
Devil's Night is een Amerikaans jaarlijks traditioneel gebeuren op 30 oktober, de dag voor Halloween. De traditie is met name relevant in Detroit, maar wordt ook elders in Amerika en Groot-Brittannië gehouden, dan meestal onder de naam Mischief Night (Ned: 'onheilsnacht').
Anekdotes over het houden van Devil's Night gaan terug tot aan de jaren 30 van de 20e eeuw. De Amerikaanse jeugd gaat doorgaans de straat op om kwajongensstreken uit te halen, zoals huizen bekogelen met eieren, op ramen schrijven met zeep en toiletpapier in bomen hangen.

## Popcultuur
- In de film The Crow worden de hoofdpersonages Eric Draven en zijn vriendin Shelley Webster op Devil's Night vermoord.
- In de film Grosse Pointe Blank vertelt personage Debi Newberry dat haar woning afbrandde op Devil's Night. Dit is een verwijzing naar het evenement tijdens de jaren 70 en 80, toen het vaak uit de hand liep en er honderden huizen in en om Detroit in brand werden gestoken (vaak voor het verzekeringsgeld).